# قرار ملاقات (فیلم ۱۹۸۵)
قرار ملاقات (به فرانسوی: Rendez-vous) یک فیلم درام فرانسوی به کارگردانی آندره تشینه که در سال ۱۹۸۵ منتشر شد.
تشینه با این فیلم جایزه بهترین کارگردانی جشنواره فیلم کن ۱۹۸۵ را به دست آورد.